# Bryan Hitch
Compléments
Authority
She-Hulk
Ultimates
The Ultimates 2
Bryan Hitch (né en 1970) est un dessinateur de comics anglais.

## Biographie
Il a travaillé sur The Sensational She-Hulk, X-Men, Superman, JLA and Stormwatch. Ses travaux pour Marvel UK comprennent Action Force, Mys-Tech Wars et Death's Head.
C'est le cocréateur de The Authority avec Warren Ellis. Il est, en 2005, le dessinateur de  Ultimates, scénarisé par Mark Millar. 
Hitch a été engagé par la BBC comme concept artist pour la relancement de la série télé Doctor Who en 2005.

## Publications
(les titres suivis d'un* ont été traduits en français)
- Action Force (Marvel)
- Adventures of Superman Annual # 3 (DC Comics)
- Alpha Flight # 6 (Marvel)
- Aquaman Secret Files # 1 (DC Comics)
- The Authority # 1 à 12 (Wildstorm) *
- ClanDestine #11 (Marvel)
- Colossus # 1 (Marvel)
- Death's Head (Marvel)
- Excalibur # 104, 105 (Marvel)
- Exciting X-Patrol (Amalgam) *
- Fantastic Four # ...554-566... (Marvel Comics)
- Generation X # 28 (Marvel)
- Green Lantern # 1000000 (DC Comics)
- Green Lantern Gallery # 1 (DC Comics)
- JLA # 47 à 50, 52 à 55 (DC Comics) *
- JLA : Heaven's Ladder (DC Comics) *
- Martian Manhunter # 11 (DC Comics)
- Marvel Comics Presents # 76 : Death's Head : The Deadliest Game (Marvel)
- Mys-Tech Wars (Marvel)
- Secret Files and Origins Guide to the DC Universe 2000 # 1 (DC Comics)
- The Sensational She-Hulk # 9 à 11, 13 à 17, 19, 20, 24 à 26 (Marvel)
- Showcase '93 # 4 : Geo-Force : The Haunting of Castle Markov, # 5 : Geo-Force : The Ghost In The Machine (DC)
- Silver Surfer Vol. 3 # 125 (Marvel)
- Stormwatch # 4 à 11 (Wildstorm) *
- Thing & She-Hulk : The Long Night # 1
- Ultimates (Marvel) *
- Uncanny X-Men '95 # 1 :  Growing Pains (Marvel)
- Uncanny X-Men '96 : X-Men Timelines (Marvel)
- The Uncanny X-Men  # -1, 323, 3331 (Marvel)
- Visitor Vs. the Valiant Universe # 1, 2 (Acclaim)
- What If ? # 59 (Marvel)
- Wild Thing # 7 (Marvel)
- Wildcats # 5 (Wildstorm) *
- X-Factor # 105, 118 (Marvel)
- X-Men vs. The Brood # 1, 2 (Marvel)
- X-Men: Alterniverse Visions (Marvel)